# 密西根大学法学院

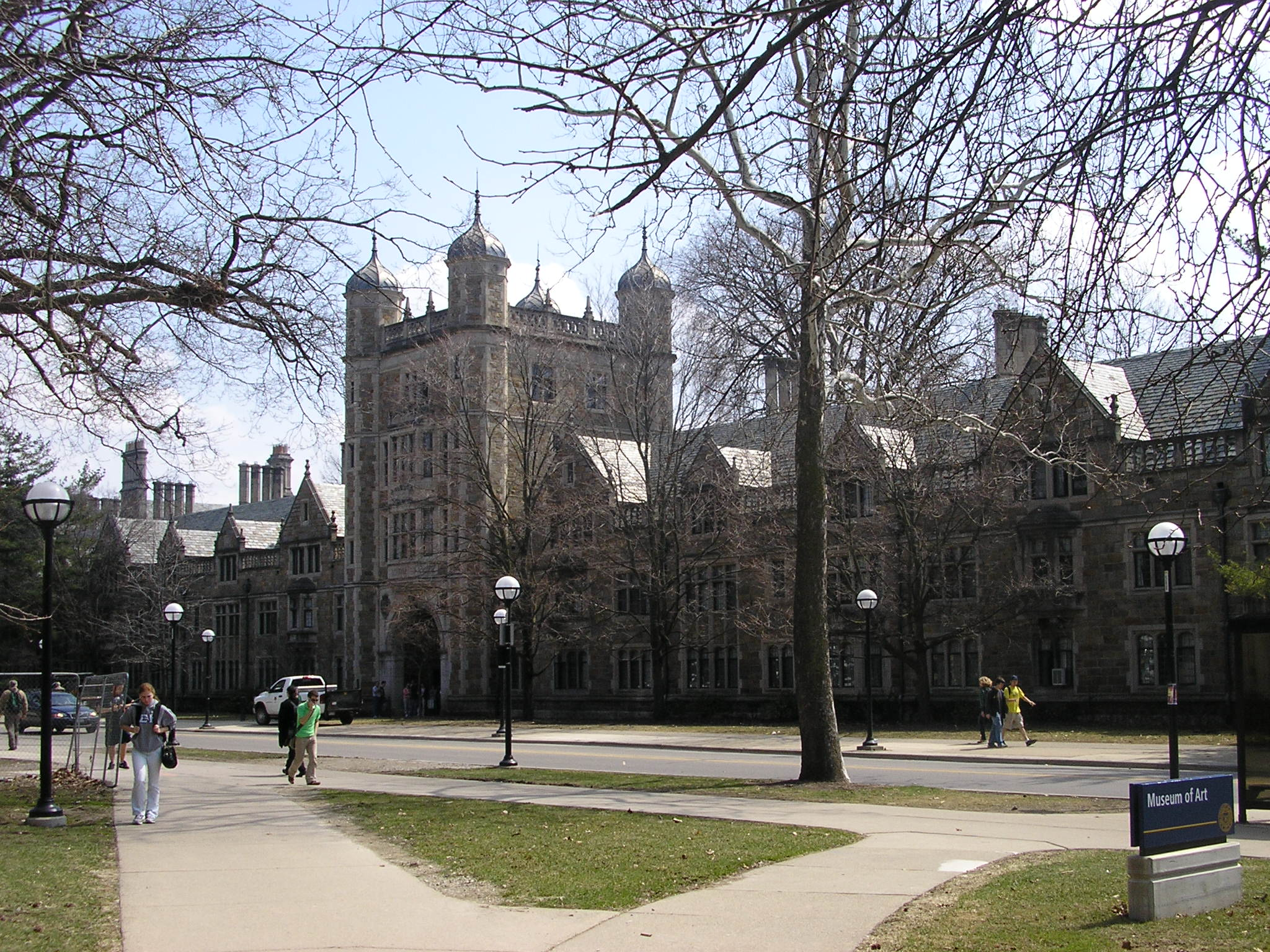
法学院大楼

密西根大学法学院（University of Michigan Law School）是一所自1859年起在美国密西根州安娜堡创设的法学院，附属于密西根大学。该学院在《美国新闻与世界报道》的法学院排名里被评为第10名。在1987年该排名第一次发布时，该学院排在第三名，仅次于耶鲁跟哈佛。